# Friedel Rausch
Friedel Rausch (Duisburg, 27 februari 1940 – Horw, 18 november 2017) was een Duitse voetbaltrainer en voormalig profvoetballer.

## Loopbaan als speler
Rausch was een verdediger die tussen 1957 en 1971 uitkwam voor Meidericher SV (vijf seizoenen) en FC Schalke 04 (negen seizoenen).

## Loopbaan als trainer
Als trainer had Rausch achtereenvolgens FC Schalke 04, Eintracht Frankfurt, Fenerbahçe, MVV, Iraklis Saloniki, FC Luzern, FC Basel, 1. FC Kaiserslautern, LASK, Borussia Mönchengladbach, 1. FC Nürnberg, opnieuw Eintracht Frankfurt en opnieuw FC Luzern onder zijn hoede.

## Erelijst
Als trainer
 Eintracht Frankfurt
- UEFA Cup: 1979/80

 FC Luzern
- Zwitsers kampioen: 1988/89
- Zwitserse voetbalbeker: 1991/92